# Visco Corporation
Visco Corporation (ビスコ) es una empresa de juego japonesa. Actualmente la empresa se dedica a elaborar máquinas tragaperras, aunque en el pasado también ha desarrollado algunos videojuegos para la Neo Geo y para las consolas de sobremesa Super Famicom y Nintendo 64.

## Videojuegos realizados
- Super Drift Out (Super Famicom)
- Goal! Goal! Goal! (Neo Geo)
- Neo Drift Out   (Neo Geo)
- Breakers Revenge   (Neo Geo)
- Battle Flip Shot (Neo Geo)
- Puzzle De Pon   (Neo Geo)
- Miracle's Myuu (Neo Geo)
- Bass Rush: ECOGEAR PowerWorm Championship (Nintendo 64)